# Szendrődi Lajos
Szendrődi Lajos, Szoják (Budapest, 1913. július 15. – Stockholm, 1969. április 1.) válogatott magyar labdarúgó, középcsatár, edző. A sportsajtóban Szoják II néven volt ismert. Az első labdarúgó volt, aki az Elektromos csapatából a válogatottban bemutatkozott.

## Pályafutása

### Klubcsapatban
Az Elektromos labdarúgója volt. Gyors, jó mozgású csatár volt, aki a kapu közelében és harminc méterről is gólveszélyesen lőtt.

### A válogatottban
1938-ban két alkalommal szerepelt a magyar labdarúgó-válogatottban és három gólt szerzett.

## Statisztika

### Mérkőzései a válogatottban
| Magyarország | Magyarország     | Magyarország | Magyarország | Magyarország | Magyarország | Magyarország | Magyarország | Magyarország |
| #            | Dátum            | Helyszín     | Hazai        | Eredmény     | Vendég       | Kiírás       | Gólok        | Esemény      |
| ------------ | ---------------- | ------------ | ------------ | ------------ | ------------ | ------------ | ------------ | ------------ |
| 1.           | 1938. január 9.  | Lisszabon    | Portugália   | 4 – 0        | Magyarország | barátságos   | -            | 46'          |
| 2.           | 1938. január 16. | Luxembourg   | Luxemburg    | 0 – 6        | Magyarország | barátságos   | 3            | 13' 59' 82'  |
|              | Összesen         |              |              | 2            | mérkőzés     |              | 3            | gól          |